# بطاقة دعوة الناخبين

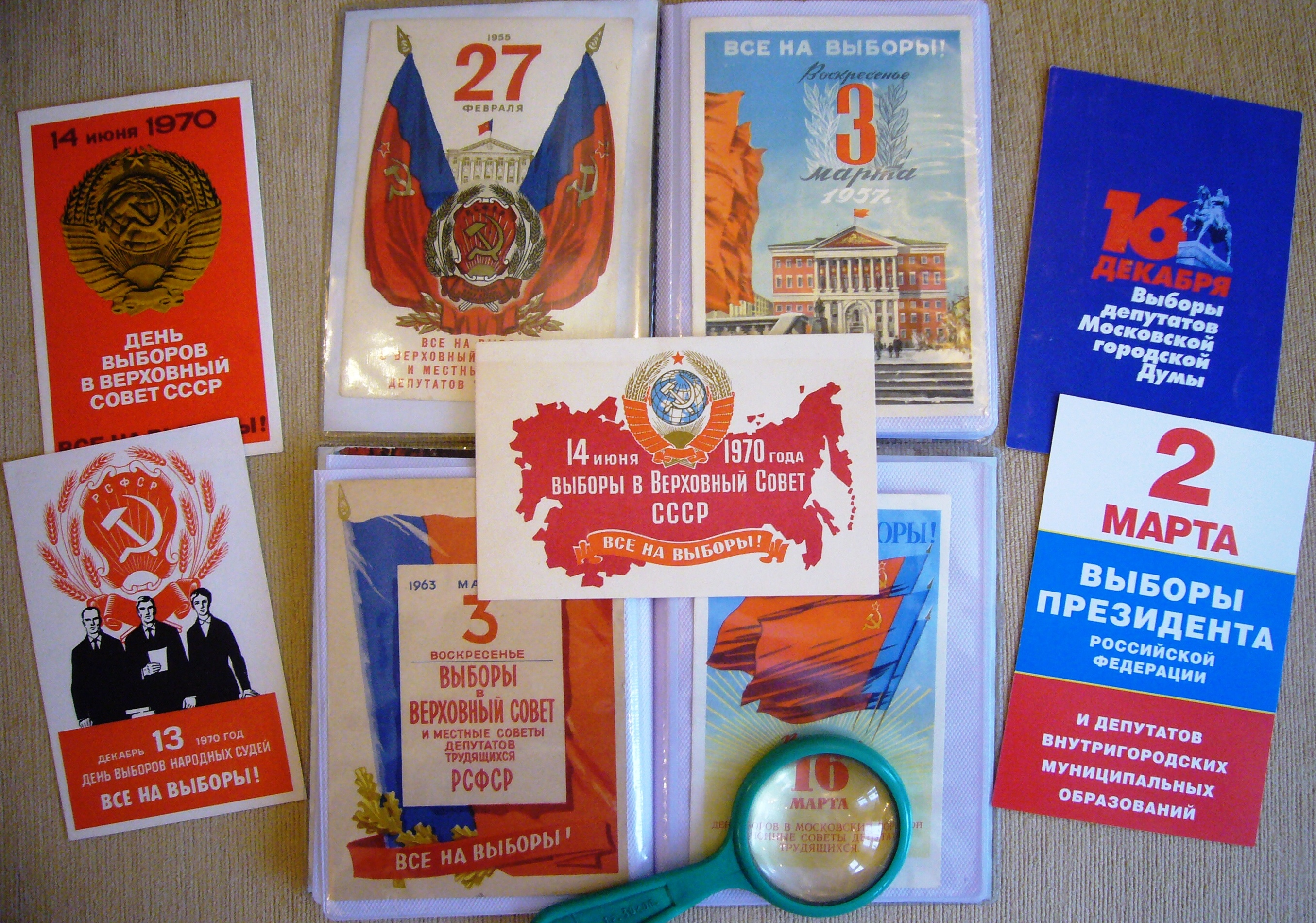
بطاقات دعوة ناخبين خاصة بالاتحاد السوفيتي وروسيا من سنوات مختلفة (الوجه)

بطاقة دعوة الناخبين أو بطاقة إخطار الناخبين أو إشعار بطاقة الاقتراع هي منشور إعلامي، عادة بحجم البطاقة البريدية، والتي تطلب من الناخبين حضور الانتخابات وتحتوي بشكل عام على معلومات تتعلق بالانتخابات ومكان وتوقيت الاقتراع وبيانات الاتصال الخاصة باللجنة الانتخابية. وتُعتبر دعوات الاقتراع التي تتمتع ببعض المزايا الفنية والتاريخية من المقتنيات.

## حسب الدولة

### اتحاد الجمهوريات الاشتراكية السوفيتية
تُسمى عادة بطاقات الناخبين في اتحاد الجمهوريات السوفيتية الاشتراكية بطاقات «الكل يأتي للتصويت» ((بالروسية: ”открытки «Все на выборы»“)‏) لأنه خلال فترة الاتحاد السوفيتي كانت البطاقات تحمل نقشًا به شعار «الكل يأتي للتصويت». وعادة ما كان أحد جانبي بطاقات دعوة الناخبين هذه يحتوي على ميزات فنية في حين أن الجانب الآخر كان يحتوي على المعلومات. وكان النص الموجود على بطاقات الناخبين أثناء الحقبة السوفيتية يحمل عناصر ثابتة: كلمات «عزيزي الرفيق (Dear comrade) _____________. يُرجى تذكر أنه في يوم الأحد.....» وكان هناك نداء للحضور والتصويت لصالح مرشحي الكتلة الانتخابية من الشيوعيين والمستقلين. وجرى إرسال بطاقات دعوة الناخبين باسم «ممثلي الأوصياء على مؤتمر عمال حملة الانتخابات» وفريق عمل الحملة، وكانت دائمًا تتميز بدعاية الحملة الانتخابية ونداء للاقتراع لمرشحي الكتلة الانتخابية للشيوعيين والمستقلين.

### الاتحاد الروسي
في روسيا، لم تعد بطاقات دعوة الناخبين عبارة عن دعاية انتخابية. وباتت وظيفتها تتمثل فقط في الإخطار بالانتخابات ووقت التصويت وموقع مركز الاقتراع وفي كثير من الأحيان تحتوي على نص فقط بدون صور.

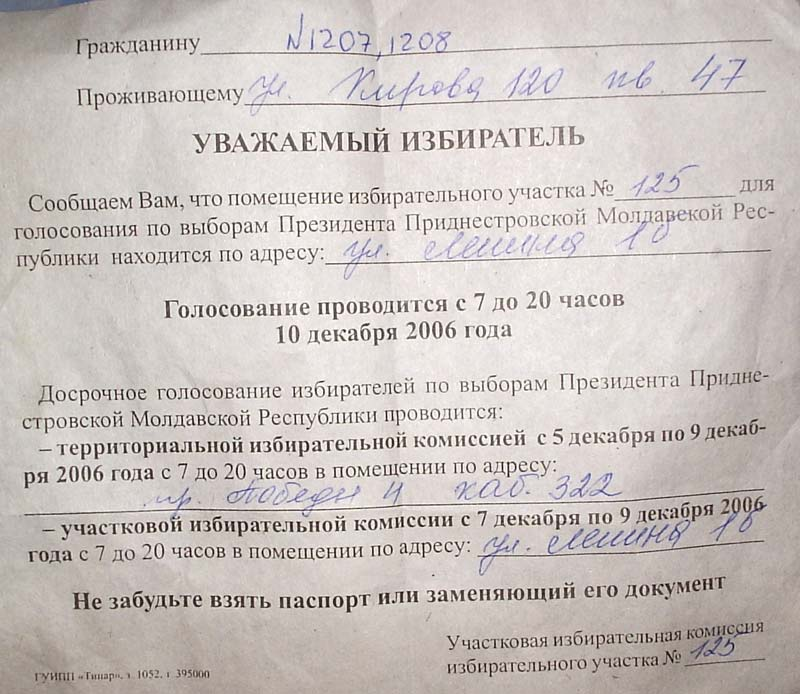
بطاقة دعوة الناخبين خاصة بترانسنيستريا